# Национальный комитет по восстановлению демократии и возрождению государства в Мали
Национальный комитет по восстановлению демократии и возрождению государства в Мали (фр. Comité national pour le redressement de la démocratie et la restauration de l’État, сокращённо: НКпВДиВГ) — организация, которая 22 марта 2012 года захватила власть в Мали. Председатель — Амаду Саного (с 22 марта 2012).
6 — 12 апреля 2012 года НКпВДиВГ передал власть гражданскому населению во главе с Дионкундой Траоре.